# 旧大公报
《大公报》（直译：「无私」:7），是中華民國大陸時期最具影響力的报纸之一。
1902年，《大公报》由英敛之创刊于天津法租界。1916年，受到安福系支持，股东王郅隆收購全部股權，自此《大公报》成为安福系的機關報。:34王郅隆聘请胡政之为主笔兼经理，改革报纸排版及内容。1920年，安福系失势，王郅隆提退股本，胡政之辞职，销量大减，至1925年11月27日停刊。
1926年，吴鼎昌、张季鸾、胡政之合组新记公司，接办《大公报》，即新记《大公报》。:11后人评价《大公报》时一般指的也是新记《大公报》。新记《大公报》以不党、不卖、不私、不盲的“四不主义”原则闻名，凭借其犀利的政治评论和时事报道迅速流行。:75自1902年成立起到1949年在上海发表《大公报新生宣言》期间的《大公报》也被称为“旧大公报”。1949年后，逐步转为中国共产党控制，重庆版改为《重庆日报》，天津版、上海版合并后迁往北京，并于1966年停刊，仅有香港版留存至今。现今，《大公报》是世界上现存报纸中历史最悠久的中文报纸。
《大公报》是第一次世界大战后唯一一家派记者报道巴黎和会的中文报纸，也是唯一一家派驻欧洲记者报道第二次世界大战的中文报纸，并且派出记者到波茨坦会议、密苏里号日本投降仪式见证历史，此外还是第一份在股票市场上市的中文报纸。:75《大公报》与《益世报》《申报》和《民国日报》一同被称为“民国四大报刊”之一。

## 歷史
《大公报》是中国历史上延续出版时间最久的报纸，如同近现代中国社会发展的百科全书。虽然都称为“大公报”，不同时期的《大公报》迥然不同。自成立起到1949年6月17日在上海发表《大公报新生宣言》期间的《大公报》被王芸生、曹谷冰等人称为“旧大公报”，其中又分为两个阶段：
- 创始时期，先后为英敛之、王郅隆持有，创办于1902年，停刊于1925年。[7][10]
- 新记时期，1926年吴鼎昌、胡政之、张季鸾接办，为区别于英记、王记，更名为新记公司。《大公报》的历史贡献，基本都是指新记时期。[7]在这一时期，除了天津《大公报》以外，于1936年开设上海《大公报》，1937年开设汉口《大公报》，1938年开设香港《大公报》和重庆《大公报》，1941年开设桂林《大公报》，1942年开设桂林《大公晚报》，1944年开设重庆《大公晚报》。[14][15]

1949年以后的《大公报》又被称为“新大公报”，归中国共产党领导管理。各地的版本，经历了不同演变。
- 1949年天津版改名为《进步日报》，上海版于1952年北上并入天津版，仍名为《大公报》，后迁往北京。[16]1966年文革爆发后，因被指对国民政府“小骂帮大忙”遭到冲击，自此停刊。[7]
- 1952年，重庆《大公报》改组为《重庆日报》。[7]
- 1952年，香港《大公报》改归中共中央港澳工委领导，是现今唯一存在的版本。[7]

### 创设经过
1901年4月，英敛之来到时为八国联军所控制之天津，拜谒紫竹林天主教总管柴天宠。期间，柴天宠提出要办报，已经筹措资金超过万元，约英敛之主事，不必顾虑赔赚。遂写信咨询何沃生、胡翼南，起草报馆章程，并开展活动吸资纳股。8月，天津东华译局愿意合作，法国教会和公使提出参与办报并同意在天津办报。
八国联军进驻京津后，法国领事馆欲培植舆论工具抗衡其他列强，以与德人汉纳根创办的《直报》、天津英租界工部局扶持的《京津泰晤士报》、日本驻津领事馆扶持的《天津日日新闻》竞争。因八国联军占领天津后，直隶广宗、巨鹿等多地爆发反洋教斗争，天津法国天主教堂急需透过报刊宣传缓和民教矛盾。
1901年10月，英敛之到上海，与遣使会雷鸣远一同采购印刷设备。为聘请主笔，在香港、上海寻觅人才。与马相伯在上海会谈，后者提出可以让张菊生推荐主笔，未果。汪穰卿毛遂自荐，愿意加入报馆，但反对法国资本入股报馆，未果。故而退而求其次，雇方守六为主笔，慕元甫为翻译。

### 英敛之时期

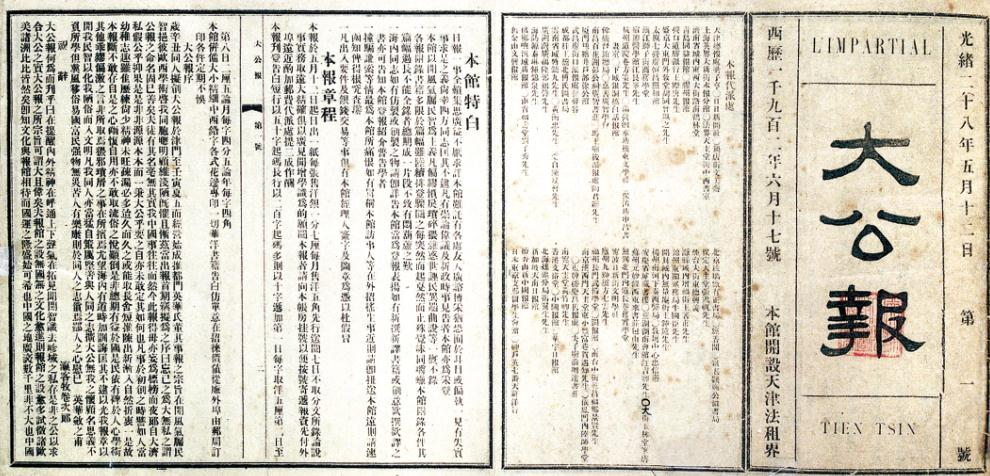
《大公報》第一號創刊封面

1902年6月17日，《大公報》在天津法租界首次出版。《大公报》首任主笔方守六资历不深，实际上的总主笔是英敛之本人，未署名的文章大都出自其手。报馆员工不得在报馆以外有兼任报酬，不为任一党派宣传。副刊文字通俗易懂，多以北京、天津的白话描写。:8-9创刊初期，日销3800份。:7报馆股东除柴天宠外，股东里还有粮商兼木厂据客王郅隆、德商荣华洋行办买事务张连壁、维新派人士严复、北京主教樊国梁、法国驻华领事馆的公使鲍渥，其余股东多为天主教徒。:7
《大公报》上屡屡揭露天津当局弊政，致使天津当局不满，但都被法国领事所庇护。1902年11月17日，《大公报》登载来函，批评联军督署裁撤后的天津卫生局尸位素餐，致使天津当局先与法领事交涉，翌日由法国领事馆高级翻译李敬宇告知。1903年初，天津当局因报纸内容与法国领事馆进行了交涉，要求领事馆警示《大公报》。英敛之得知后，通过法国人麦尔甘向法国领事寻求帮助，最终通过法国领事的介入得以平息事态。同年年底，英敛之再次被通知政府有意为难《大公报》，提示需格外谨慎。
然而因为《大公报》并未展现出过多的亲法姿态，法国领事馆试图通过提议由法国人担任出名人，来控制报务大权，被英敛之拒绝。1903年4月，沙俄拒绝从东三省撤兵，引发拒俄运动。《大公报》发表多篇论说，谴责沙俄侵略，号召国人反抗，是故被俄提督德西挪约谈，但反俄言论刊行依旧，为法国领事所不乐见。1903年5月和7-8月，《大公报》大量转载日本报刊上的“拒俄”论说，引起日本领事人员的注意。是故，1903年7月，英敛之与日本领事高尾亨相互送礼聚餐。沈荩案后，亲自前往日本领事馆询问沈荩案件的详细情形，与法国人交流日少。
日俄战争期间，《大公报》通过频繁转载《朝日新闻》《北清新报》等日本媒体的战事报道，积极报道战争动态，并通过“时事要闻”等栏目专辟“日本官电照登”刊载日本官电。同时，《大公报》也发表了多篇论说，分析日俄战争对中国的影响，强调中国应急起直追、力行改革，以保全国家。战争期间，日本国内的“兴亚论”以及日本领事释放的“中日联盟协保东亚”的信号，使得《大公报》在英敛之的主持下，宣扬“中日联盟”，视其为保全国家的一种策略。英敛之的这一“亲日”立场，导致法国领事无法容忍，《大公报》最终被迫从法租界搬至日租界。1906年，《大公报》搬迁至日租界之后，英敛之与日本领事馆的交往减少，报纸的言论也未再出现明显的“亲日”倾向。但这一时期的《大公报》已经发展成为北方报界的商业大报。
辛亥革命后，英敛之君主立宪的主张破产。:33-341912年，袁世凯就任中华民国大总统，英敛之不愿意和袁世凯合作。故而离开《大公报》，隐居北京香山静宜园。1917年，华北水灾波及600多万百姓，英敛之在《大公报》主办的游艺大会上登台募捐，后不再与《大公报》来往。

### 王郅隆时期及短暫停刊
1916年9月，受到安福系支持，大公报馆原股东王郅隆收購了《大公報》的全部股權，自此成为安福系的機關報。:341916年10月，王郅隆聘请胡政之为主笔兼经理。为祛除编造新闻之恶习，胡政之随即开除报社六名记者中五名，只有一人因为父亲是总统府的承宣官而被留用，后在北京聘请林白水、梁鸿志、王峨孙等为特约记者，以电话、邮件形式寄送稿件。
1916年11月，胡政之对改革印刷版面，由书册式改为通栏式，调整字号，令各种字号大小间隔、搭配，使版面错落有致，其本人每夜亲自去排字房指导排版。同时，开始刊登“今日银元行情”、“各地股市”等经济信息。1917年1月，改革报纸内容，指派专员旁听北京政务会议，各省要埠安排线人随时报告重要新闻。在其它报纸只重视军事、政治新闻以及花边社会新闻时，设“特别记载”栏征集名人意见，辟教育、实业专栏。
1919年5月，《大公报》大幅报道北京、青岛等地五四运动，作为唯一在巴黎和会的中国记者，胡政之与谢东发在巴黎以中国报界名义用法语向各大通讯社发布新闻稿，阐明中国拒绝签字之理由。
1920年直皖戰爭后，安福系战败，王郅隆逃往日本，于8月12日以“王槐慶堂”名义，宣布提退《大公報》股本。:34同日，胡政之宣布辞去《大公报》主笔兼经理职务。翌日《大公報》停刊，名聲從此一蹶不振。:341923年9月27日，王郅隆因关东大地震去世。1925年11月27日，《大公報》发行完8315號后宣告停刊。:34

### 复创经过
吴鼎昌、张季鸾、胡政之三人是留学时期的老友。1924年，吴鼎昌曾提议与张季鸾和胡政之共同办理新闻机构，包括一份日报、一份周刊和一家通讯社。然而，由于张季鸾所在的《中华新报》倒闭，以及胡政之主持的国闻通信社与《国闻周报》遇到困境，这一计划未能立即实施。在此期间，吴鼎昌资助《国闻周报》并在该刊发表经济评论。1926年，张季鸾因中原大战而失去陇海铁路会办职务，蛰居于天津。直系、皖系失势后，吴鼎昌想到通过办报来获得政治支持，这一想法获得北四行的支持。
1926年，吴鼎昌、张季鸾、胡政之合组新记公司，接办《大公报》，被称为新记《大公报》。报馆仍然位于原大公报馆内。:11关于三人决定重办《大公报》的起因有两种说法。一种说法是张季鸾和胡政之在天津经常经过大公报馆，受到报馆萧条景象的触动，决定重办报纸，并找到吴鼎昌共同出资。另一种说法是张季鸾和胡政之拜访吴鼎昌时，三人在街头偶遇大公报馆，经过讨论后决定共同出资重办《大公报》。最终，三人一致决定买下《大公报》的资产和招牌。新记《大公报》的五万元启动资金由吴鼎昌协商四行储蓄会从“经济研究经费”中列支，因此吴鼎昌和北四行均在股东名册中。北四行及其主要人物虽然支持吴鼎昌筹资新记《大公报》的启动资金，但他们仅仅充任名义股东，未参与报社的实际经营。

### 复刊后的天津时期
1926年9月1日，以8316号续刊。:11续刊初期，日销售不足二千份，每月亏损三四千元。隨着北伐战争的推进，销量增至五千八百多份，并逐月减少亏损，至5月收支平衡。到年底，销量达到一万二千份。1929年，报纸销量增至2万多份，广告收入每月达到6千多元。同年3月，新设南京办事处，进一步扩大了报纸的影响范围。:1101930年，报纸销量最高达到3万份，全国设有代销点293个，广告收入每月8至9千元。:110
1931年2月，报社引进了德国制造的高速轮转印刷机，并采用铸双版付印技术，销量达到5万份，广告收入每月超过万元。同年5月，为庆祝发行一万期，增刊三大张刊登纪念文章，共计六大张24版。:1105月22日，《大公报》发行量已激增至五万多份，正值吴鼎昌四十八岁生日之际，国民饭店举行纪念《大公报》发刊一万期的聚餐会。
九一八事变后，吴鼎昌、胡政之、张季鸾预感到报馆在日租界的位置可能会引发问题，便立即寻找新址。他们在法租界电灯房后找到一个纺织厂的旧厂房进行修葺。:11611月8日，天津事变爆发，张壁、李际春组织的便衣队在天津市华界四处骚扰，寻衅闹事，日本军队依次随即出动，试图一举占领天津市。《大公报》所在的旭街成为日本军队的警备区域，报馆被沙包和铁网包围，日本兵在该区域巡逻。胡政之、张季鸾和全体记者、工人守在报馆内。:116-117张季鸾希望此次事变能够小事化了，因此在11月9日的报纸上，将“天津事变”的消息仅置于本市新闻版，未提及日军的行动。随后，有报告称大北饭店门前有行人被击毙。胡政之和张季鸾决定撤离报馆，通过与日本领事馆联络获得通行证后，报馆人员于当晚安全撤离。由于无法带走任何机器、铅字、铜模和纸张，报馆在旭街的运营被迫停止。胡政之、张季鸾和吴鼎昌随后在吴的寓所会面，决定在外患紧迫之时继续出版报纸，不暂时停版几天，全力组织搬家。:116-117
1931年11月16日，新记《大公报》在法租界30号路161号的新址重新出版。初期，由于轮转印刷机尚未安装完工，报纸只能暂时使用平板印报机进行印刷，导致出报速度显著减慢。因此，报纸篇幅被暂时缩减至一大张四版。:117-1181932年2月11日，新购置的机器装配完毕，所有事务恢复常态，报馆举行了简单的庆祝活动。:117-118新馆比日租界旭街的旧馆更宽敞，设有经理部、材料库、排字房与印刷间等。1933年2月，报馆购进德制新式轮转印报机，员工人数增至300余人。1934年元旦，《大公报》创新推出“星期论文”，邀请社外名家撰写，逐步将社评改用白话文，增强了报纸的影响力和读者群。:118

### 抗战时期
| 版本 | 创刊日期      | 停刊日期       |
| ---- | ------------- | -------------- |
| 天津 | 1926年9月1日  | 1937年8月5日   |
| 上海 | 1936年4月1日  | 1937年12月14日 |
| 汉口 | 1937年9月18日 | 1938年10月17日 |
| 香港 | 1938年8月13日 | 1941年12月8日  |
| 桂林 | 1941年3月15日 | 1944年9月12日  |
| 重庆 | 1938年12月1日 | 战争中未停刊   |

1936年末，面对日本侵略的日益扩大，在上海创办《大公报》上海版。1936年4月1日，《大公报》落户上海望平街，创办上海版。津沪版同时发行。
1937年七七事变后，日军于7月28日向天津进攻。由于外界交通被切断，天津版《大公报》仅能在市内发行。8月1日天津沦陷，至8月4日，《大公报》宣布暂行停刊。《暂行停刊启事》中，《大公报》写明：
天津本报，决与中华民国在津合法统治同其运命，义不受任何非法统治之威胁。
日军在占领天津后，于8月13日继续进攻上海，是为八一三抗战。1937年12月13日，日军占领南京，发生南京大屠杀。日军攻占南京次日，即12月14日，日军宣布对上海租界内各报实行新闻检查，《大公报》拒绝送检，宣布自15日起停刊，并发表《宣言》表明不投降、不受辱的立场。
上海战事爆发第二日，即8月14日，胡政之指令《大公报》南京办事处和天津《大公报》员工赶往湖北筹备汉口版。天津报馆人员转移至上海、汉口等地。1937年9月18日，汉口《大公报》创刊，于右任先生为之题词。1937年12月13日，日军占领南京，发生南京大屠杀。日军随后沿长江西进，逼近武汉。12月15日上海馆停刊后，向武汉转移。1938年中秋，随着武汉会战的打响，蒋介石命令武汉报刊撤离，汉口版于1938年10月18日停刊。
1937年底，胡政之决定在香港创办《大公报》。香港版1938年“八一三”周年纪念日创刊。胡政之在创刊号中表明，尽管面临严重外患，但《大公报》将继续为国家服务。由于《大公报》久负盛名，港版发行首日，便遭到本地同业排外，雇孩童闹事，抢夺并撕毁报纸。:229香港报业素来注重商业新闻，而并非文人议政，故而《大公报》的销量不佳；本地报纸和广告费用低廉，致使《大公报》营业亏损。直至1940年1月独家刊载汪日密約后，销量才大增。:230
1938年除夕，曹谷冰赴重庆筹备新馆。汉口版转移至重庆时，由于交通工具不足弃置办公用品、在宜昌附近江面日机轰炸等原因，损失重大。1938年12月1日，:49张季鸾在重庆新丰街创办了重庆《大公报》。1939年的5月3日，重庆下新丰街大公报馆遭遇日军轰炸。5月4日，已经成为废墟的报馆再度被轰炸，几乎夷为平地。由于日军轰炸，报社不得不重建，在李子坝选定新址，胡政之亲自负责重建工作，并在半山腰凿防空洞以保证出版工作不受影响。1939年8月30日、9月15日，李子坝新建的经理部、办公楼和印刷厂的一个车间被日军轰炸。7月10日，李子坝的经理部大楼直接中弹焚毁，炸后适逢大雨，全部员工雨中露宿者两夜。7月30日，印刷厂中弹，印刷机架被毁。尽管日军对重庆进行了连续轰炸，《大公报》却始终未曾间断出版，销量在重庆各报纸中一直处于领先地位。:234
1941年，《大公报》收到密苏里新闻荣誉奖章，然而不久遭遇总编辑张季鸾之去世。:242胡政之随即联系吴鼎昌，决定成立董监事联合办事处，集体领导重庆、香港、桂林的报馆。1943年9月6日，胡政之宣布《大公报同人公约》，规定以9月1日为社庆，纪念吴鼎昌、张季鸾、胡政之创刊。:248
1940年初，胡政之意识到香港可能不保，到桂林觅地造屋，并陆续运进几架平版印报机及其他必要器材，1941年3月15日创设桂林版，作为香港版之后路。1941年12月日军占领香港后，港版《大公报》停刊，香港版报社人员撤往桂林馆。1944年9月12日，因日军轰炸，桂林版《大公报》停刊，编辑人员再度撤至重庆，因在敌军逼近时撤离，所有办公用品和设备全被烧毁。至此，重庆成为《大公报》的言论中心和最后的归宿地，直到1945年8月日本宣布投降。1945年4月，胡政之作为中国代表团成员，出席旧金山的联合国成立大会。:253

### 国共内战
抗战胜利后，《大公报》着手停刊各版的复刊工作。1945年11月1日、12月1日，上海版和天津版相继复刊。:385, 3871946年元旦，在上海成立大公报社总管理处。总管理处由总经理胡政之主持，总揽各馆。:389
1947年6月15日起，《三毛流浪记》在《大公报》上海版开始连载。至1948年，《三毛流浪记》进一步引发了社会对穷苦人民的关注，这也促使《大公报》销量进一步增长。
1948年，《大公报》连续发表了一系列社评，如《自由主义者的信念》、《国际第三方面势力的抬头》、《政党·和平·填土工作》等，主张走自由主义的“中间路线”。
1948年初，胡政之在美国创办《大公报纽约双周》英文版，3月15日全力恢复《大公报》香港版，计划以香港为退路，未来可能转移到新加坡、美国办报。胡政之认为，在两极格局背景下，国民党和共产党都不会再允许《大公报》的存在，只有在香港，《大公报》才能长期存活。香港版复刊后，大公报在天津、上海、重庆、香港四地发行，销量达到20余万份。:389
1949年4月14日，胡政之因病去世，《大公报》的未来转由王芸生决定。在此期间，国民党对王芸生进行打压，《中央日报》给他贴上“新华社广播的应声虫”等标签，中共地下党则针对性地对王芸生进行工作，最终让他选择加入中共阵营。1949年5月中旬，周恩来告知王芸生，要求其继续主持《大公报》。周恩来指出，《大公报》可以保持原名，作为民间报纸自主经营，政府不干预，遇到困难时政府会提供帮助。王芸生于6月17日发表了《大公报新生宣言》，在文中回顾了《大公报》的历史，正式宣布《大公报》今后将“在精神上属于人民”，方向是新民主主义，走向社会主义，这标志着《大公报》“不党、不私、不卖、不盲”方针的转变，象征着《大公报》新记时代的结束。:88-89

### 新大公报时期及其后续情况
解放军攻占天津后，天津版改组于1949年2月7日改为《进步日报》，上海版保持原名称。由于民众对民营报纸普遍之不信任，《大公报》及《进步日报》广告收入下滑。1952年，《大公报》负责人王芸生上书毛泽东请求帮助，毛泽东接见王芸生后决定上海《大公报》北上与《进步日报》合并，成立新的《大公报》，由地方报纸改为全国性报纸。1953年1月1日，新《大公报》正式创刊，内容以国际时事和财经类消息为主，后搬迁至北京发行。1966年，文化大革命爆发，《大公报》因被指对国民政府“小骂帮大忙”遭到冲击，于当年9月14日更名为《前进报》，但最终还是于12月29日停刊。北京《大公报》馆址如旧，现今作为中国邮政北京永安路邮局，保留在今永安路西段前门饭店东侧。

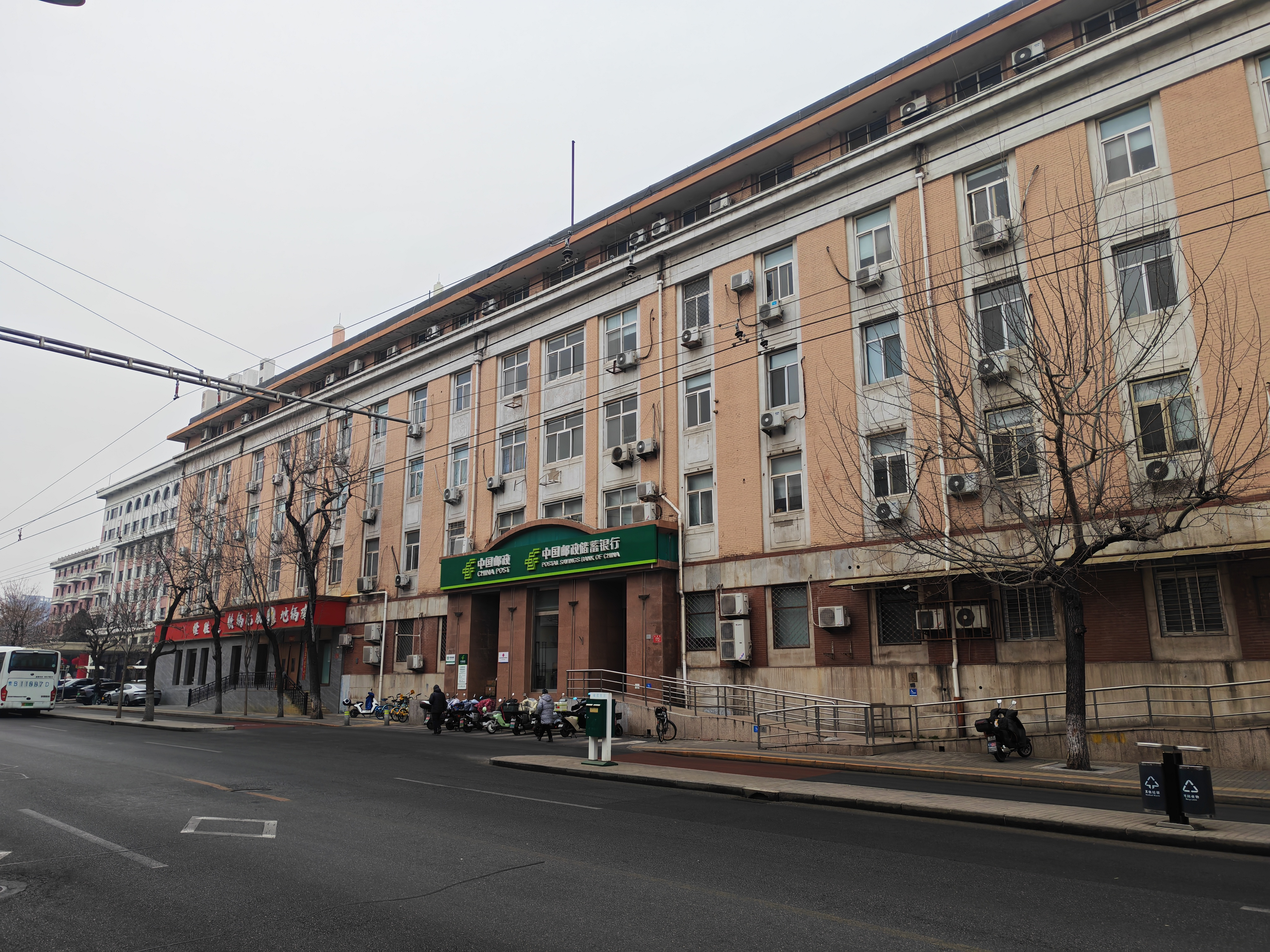
原北京《大公报》报社旧址，现为中国邮政北京永安路邮政支局

而香港《大公报》则在中国政府所属组织领导下仍继续出版至今，截至2024年，香港《大公报》的期号从1902年《大公报》创刊起已刊至第四万多期。目前，中国大陆读者仍可以通过中国邮政各线下和线上网点订阅香港《大公报》，每份为10元人民币，其在中国大陆的邮发代号为1-3014。

## 评论立场

### 早期
英敛之时期，社论每月都有20篇以上，其中不乏批评慈禧、荣禄、刚毅的话语，然虽敢言，不忘支持保皇，追求君主立宪。:8-91905年，《大公报》响应反对美国虐待华工运动，拒登美商广告，鼓励抵制美货。直隶总督袁世凯以“有碍邦交，妨害和平”禁邮禁阅《大公报》，8月17日，英敛之著《说官》，指立宪维新需要“拔凶邪、登俊良”，影射袁世凯。1907年2月，《大公报》为江南水灾募捐得11469两。:91908年，光绪、慈禧逝世，摄政王载沣执政，袁世凯回到河南项城祖地，《大公报》激烈反对重新任用袁世凯之提议。
1916年王郅隆接手报馆后，胡政之在和英敛之面洽后入职接办，王郅隆从不加以干涉报纸，《大公报》并未因为与安福系的关系而一边倒。1916年11月，连续追踪报道老西开事件，谴责法国租界的无理要求，批评政府的措置失当。1917年2月，关注美德断交，采访在华的英国、德国等相关国家人士，了解中华民国之外交选择。1917年7月，以主要篇幅持续关注张勋复辟，销路大增，发行量过万份。1918年，胡政之亲临海参崴，关注中东路问题及西伯利亚出兵。

### 张季鸾主编时期

#### 文人论政
1926年续刊后，《大公报》关注并反对北伐战争，呼吁双方停火和谈，并且反对赤化之国民党，反对一党专政。:64-65随着北伐战争的推进，1927年10月10日，国民革命军攻占武汉，随后国民政府北迁。胡政之亲自前去考察采访，于3月发表见闻，批判军阀，支持孙中山。《大公报》也对与北伐一并发展的上海劳工运动表示支持，谴责孙传芳的镇压。:67-68四一二事变后，支持国民党清党、分共。:72
北伐期间，张季鸾秉持“文人论政”之传统，为建立民主共和制度三骂政治领袖。1926年12月4日，《大公报》发表社评《跌霸》，批评吴佩孚为“有气力而无知识，今则并力无之，但有气耳”。1927年11月4日，《大公报》发表社评《呜呼领袖欲之罪恶》，指斥汪精卫“特以‘好为人上’之故，可以举国家利益，地方治安，人民生命财产，以殉其变化无常目标不定之领袖欲”。1927年12月2日，《大公报》发表社评《蒋介石之人生观》，针对蒋介石因刚与宋美龄结婚而“深信人生若无美满姻缘，一切皆无意味”，并“确信自今日结婚后，革命工作必有进步”的说法，批评其观点，责问蒋介石能否为所有国民党党员和军队谋求美满姻缘以促进革命工作。:46

#### 拥蒋反共
1928年6月，胡政之到北京采访杨宇霆，率先报道了张作霖出关之事，持续跟进张作霖被炸、国民政府掌管京津地区之事，采访阎锡山、白崇禧，并赞赏蒋介石辞去军职，并认为有助于实现民治。:81-827月，为报道蒋介石、李宗仁北上，张季鸾访问老友冯玉祥，在冯玉祥的介绍下，结识蒋介石，遂其专列前往北京，与邵力子、张群、陈布雷等人相谈甚欢。蒋介石、冯玉祥、阎锡山、李宗仁在西山碧云寺祭告孙中山后，张季鸾搭乘交通部长张伯群的汽车抵达开封，并乘坐冯玉祥专列前往南京，并在国民党二届五中全会期间采访国民政府政要，自此奠定《大公报》支持国民政府之立场。:83-85
1930年9月18日，張學良通电拥护蒋介石，当日接見《大公報》記者稱：「現在民困已達極點，北方尤不宜再受兵禍，故余已不能不被迫而出於干涉。」:3673旋即派遣东北军入关干预蒋、冯、阎中原大战，阎锡山被迫逃亡大连，冯玉祥隐居山西乡下。
1936年12月5日，《大公报》总编辑张季鸾访问西安华清池的蒋介石，报告西安的政治气氛以“停止内战，联共抗日”为主流。12月9日，蒋介石向陕西省政府主席邵力子发送密信，指示《大公报》发布褫夺张学良、杨虎城两将军兵权，改由蒋鼎文接替的消息。张学良、杨虎城与张季鸾及《大公报》驻西安分社记者保持密切联系，得知《大公报》将发布蒋介石褫夺他们兵权的密令后，12日清晨在临潼华清池捉拿蒋介石，在西京招待所拘禁国民政府军政要员。当日，张季鸾收到了张学良发送的详细说明东北军主张的专电。
12月13日，《大公报》在其要闻版头条刊登了《张学良竟率部叛变，蒋委员长被留西安》的新闻，但并未配发社评或表达明确立场。12月14日和16日，该报社评中，张季鸾提议和平解决事件，呼吁蒋介石平安返回南京，继续领导国家。12月18日，《大公报》通过张季鸾撰写的《给西安军界的公开信》，南京政府派遣飞机在西安上空投下数万份印有该社评的《大公报》。
至张学良陪同蒋介石返回南京前，《大公报》发表连续9篇社论来大力支持蒋介石。但张、杨两将军八项救国主张的通电，张、杨两将军在西安群众大会上的演讲，均未被外界报道。蒋介石在张学良陪伴下返回前后，《大公报》连续发表社评「歌功颂德」，并指稱西安事变是中共“恶意的勾煽”。蒋介石返回南京后，扣押张学良，对他进行军事审判。《大公报》于1937年1月22日发表社评《对西安负责者之最后警告》，要求共产党解除武装。
从1937年到1940年，《大公报》支持国民政府，热烈拥护蒋介石领导抗战建国，并且主张“奉中华民国为正朔”、“以国民党为中心”。在这段时期，《大公报》少有批评国民政府，王芸生在1941年12月写道：“本报同仁为国载笔，在过去数年中，所以未敢坦率指摘内政，深恐暴露弱点，沮国人之气，损政府威望。”:921940年10月，黄桥事件爆发，紧接着发生新四军事件，《大公报》猛烈抨击中共領導新四军袭击抗日军队的行径，支持国民政府对新四军的军事处置。1941年5月，国军在中条山与日军作战溃败，王芸生应陈布雷要求，写了社评《为晋南战事作一种呼吁》，认为此次战败是因为中共领导的第十八集团军不与国军协同作战，周恩来连夜写信给报社进行反驳。:83

#### 明耻教战
1916年12月，胡政之在《大公报》上发表《我亦赞成中日亲善》，呼吁日本要先有亲善之实，以事实表示诚意。1928年5月济南惨案后，虽然身处日租界内，《大公报》仍然报道日军屠杀中国军民，但因为规劝国民不要感情用事，立场不足以慰国人情绪，读者纷纷致信谴责。:80-81

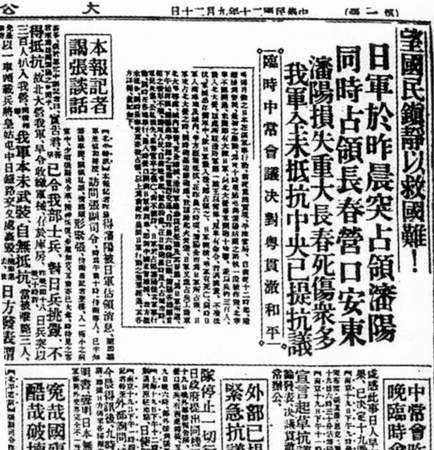
《大公报》最早登载“九一八事变”消息

1931年9月18日下午，《大公报》记者汪松年从京奉铁路局得知日军调动频繁，19日凌晨从铁路局得知日军已在柳条湖一带开火，便立即致电《大公报》编辑部。张季鸾震惊，在要闻版里补发，遂成九一八事变的最早报道。9月19日早晨，胡政之到北平协和医院采访张学良，得知日军向沈阳北大营开火，中国军队未作抵抗，辟谣中国军队首先开火之传闻。:149《大公报》于9月22日发表评论，要求日军先行退兵。24日发表评论，质疑蒋介石“不作抵抗，诉诸国联”的决定。:149
1931年10月7日，《大公报》发表《明耻教战》社论，号召全国上下彻底明白国耻之由来，真切了解国家之环境，实际研究雪耻之方案。此后，报纸将“明耻教战”作为评论和报道的中心。《大公报》的立场被认为是支持蒋介石的不抵抗政策，被南洋華僑指摘為「小罵大幫忙」。
1932年1月5日起，开辟了“国难痛史一页”专栏，揭露日军在东北的暴行，并从1月11日起开辟“本报特辑”专栏，连载王芸生编撰的《六十年来的中国与日本》两年半，详细记述自1871年中日两国签订《中日修好条规》至1931年“九·一八”事变中日之间的重大交涉事件，旨在帮助读者了解甲午以来日本凌辱中国的历史。
随着民族危机加剧，民众抗日救国热情高涨。对1932年淞沪抗战、1936年绥远抗战，以及红军北上抗日，《大公报》均进行了积极报道。

#### 抗战到底
在1937年七七事变后，《大公报》投入了抗战宣传，坚持抗日到底的思想。
1937年7月9日和10日连续发表了《卢沟桥事件》和《卢沟桥善后问题》两篇社论。社论批评了宋哲元的对日妥协政策，坚决主张抗日，并呼吁国民党北方当局迅速作出决定，与中央政府和民众联合起来，反对日本的侵略。社论警告，如果继续退让，将导致士气低落和地方治理混乱。
1940年1月21日，陶希聖、高宗武致書香港《大公報》，揭露汪精衛与日本秘密簽訂之《日中新關係調整要綱》及其附件，並詳述汪日密約簽訂之經過，勸告汪精衛等「懸崖勒馬，勿再受日閥之欺騙與用，以冀公私兩全」。:6200
1941年8月，重庆遭受日军轰炸，大公报馆受损严重，张季鸾当时在病中，生命垂危。:448月18日，王芸生去重庆看望张季鸾，张季鸾授意王芸生写就《我们在割稻子》以鼓舞人心、增加斗志士气。

### 王芸生主编时期

#### 批评贪腐
张季鸾与蒋介石有很深的交情，但王芸生没有；:253张季鸾死后，战争进入后期，战事失利，物价飞涨，民不聊生，王芸生逐步加强了对政府的批评指摘。:92香港沦陷后，王芸生请求陈布雷救尚在香港的胡政之，12月9日派人守候在重庆的珊瑚坝机场，等到最后一班飞机都未见胡政之，下来的只是宋蔼龄、孔令伟、老妈子、大批箱笼和几条洋狗，令王芸生非常气愤。:312-3131941年12月22日，王芸生发表社评《拥护修明政治案》，披露了香港沦陷之际，“逃难的飞机竟装来了箱笼老妈与洋狗”的丑闻，还揭开了外交部长郭泰祺国难当头竟以巨额公款买私人豪宅的黑幕。此文一出，蒋介石当天就罢免了郭泰祺。孔二小姐的丑闻引发了昆明、遵义等地大学生反对孔祥熙的学潮。:93
1944年，重庆《大公报》开始严厉批评国民党政府的政策和行为。12月3日，即日军占领独山前夕，发表社评，批评“以空间换时间”的策略，呼吁彻底革新政治，包括让可去之人去，容纳党外人士参政，解决党派问题，以及与盟国更进一步合作。还呼吁蒋介石亲自到贵阳督战。12月22日的社评《晁错与马谡》中，提出“除权相”、“戮败将”的主张，指向孔祥熙、何应钦等人。

#### 言论自由
1945年11月22日，上海《大公报》报道了一批知识分子签署的文化界宣言，要求废止新闻检查制度，禁止非法没收取缔书刊行为，恢复言论出版自由。1948年7月8日，国民党查封南京《新民报》，《大公报》于10日发表《由新民报停刊谈出版法》社评，并刊登了毛健吾、曹聚仁、胡道静等24位新闻界、文化界、法学界人士的抗议声明。在二十世纪四十年代后期，对于侵犯人权、鱼肉人民的行为，《大公报》进行了报道并表明了自己的立场，如《莫失尽人心》和《为江浙人民呼吁》等评论。1946年6月23日，《大公报》记者高集在下关惨案中被殴打受伤。1947年，重庆版8名记者及家属、上海版记者唐振常、驻广州特派记者陈凡被捕。同年，国民党上海党部宣传指导会议上，方治威胁《大公报》经理曹谷冰，要求《大公报》改正态度。1948年8月23日，上海《大公报》记者季崇威曝光匿名人士于19日利用币制改革抛售股票，引起政府介入调查，事后杜月笙之子杜维屏等四人被捕:229。1948年10月19日，王芸生发表社论《泛论新闻自由》反对国民党对报纸的控制。:931948年12月8日，他发表社评《又来新闻检查了》，批评国民党压制新闻自由的做法。:84

#### 反美扶日
1946年下半年，随着美国对日政策的变化，《大公报》指出美国已从管制日本进入保护阶段，并警告日本侵略可能重来。7月8日，通过社评《日本往何处去？》，《大公报》批评美国保护并扶植日本的反动势力，认为这是在重建军国主义。10月7日，再次发表社评《怀疑美国的对日政策》，直接指出美国保护日本的行为，批评美国培养日本的反动势力，忧虑日本军国主义在美国政策的温床下滋生。1947年2月27日至3月15日，王芸生作为中国赴日记者团一员，对战后日本进行了实地考察和采访。回国后，他在《大公报》发表了12篇《日本半月》系列文章，批评美国为了反苏和防止共产主义扩散而扶植日本，认为这是一条“暗淡险峻的前路”，预示着日本可能再次成为冲突的源头。到了1948年5月，“反美扶日”运动爆发，反映了青年学生对美国扶日政策的强烈反对。《大公报》及时报道了运动的进展，并通过社评进一步表达对美国扶日政策的不满和愤慨。报纸几乎每天都有关于各地学生反对美国扶日的新闻报道，反映了学生运动的广泛影响。特别是《大公报》在社论中强硬地反对德雷柏计划，认为它违背波茨坦宣言。

#### 中间路线
《大公报》在其版面上长期坚持不使用“共匪”、“匪军”等字样，而是使用“共党”、“共军”等词汇，表明其承认共产党是国民党的反对党，而非“土匪”。与此同时，《大公报》也对共产党进行批判，并且受到双方批判。1945年10月25日，王芸生发表《为交通着急》社评，批评共产党。11月20日，又发表《质中共》社评，呼吁和平。《新华日报》第二天就发表《与大公报论国是》的社论，进行严厉驳斥。1946年4月16日，他在《大公报》发表《可耻的长春之战》社评，《新华日报》则针锋相对于18日发表《可耻的大公报社论》，予以反驳，谴责《大公报》“借长春战争为题，含沙射影，归罪于中共和中国人民，这样来替顽固派开脱罪名，并替顽固派帮凶，真是可耻极了”。:831947年12月30日，《中央日报》社论因王芸生发表同情学生运动的社评猛烈攻击王芸生。1948年7月，《中央日报》连续发表《在野党的特权》、《王芸生之第三查》等社论，批评在野党特权，王芸生被骂为“新华社的应声虫”。
1947年国共谈判破裂后，《大公报》开始宣传第三条路线。:2161948年，上海《大公报》连续发表了一系列社评，如《自由主义者的信念》、《国际第三方面势力的抬头》、《政党·和平·填土工作》等，主张走自由主义的“中间路线”。1948年1月8日，社评《自由主义者的信念》中列举了五点基本信念：政治自由与经济平等并重；相信理性与公平，即反对意气、霸气与武器；以大多数的幸福为前提；赞成民主的多党竞争制；任何革命必须与改革并驾齐驱。2月6日社评《和平、填土工作——自由主义者的时代使命》提出《大公报》不属于任何党派，其地位是独立的，但不是中立的，《大公报》有自由主义的传统作风，其同人信奉自由主义，无大野心，却有极大热诚，愿为国家建设做些填土的工作。:91-92然而自由主义的中间路线等“第三条道路”的支持者，不仅被国民党镇压，还被共产党所批判。:216

## 调查新闻

### 苏俄视察
曹谷冰于1931年3月被《大公报》派往苏俄进行采访，至6月底返回中国。在苏俄停留的三个多月期间，他开展了广泛的采访活动，除了发送专电之外，还撰写了20篇“旅俄通信”和多篇有关苏俄的印象记。这些通讯一经发表便在读者中引起了强烈反响。随后，《大公报》出版部将这些作品编纂成《苏俄视察记》一书并出版，该书共发行了1万多册。:112

### 西北调查
1935年7月，为调查中日战争之后方及红军现状，范长江以《大公报》特约通讯员身份开始了他的中国西北地区考察旅行。从成都出发，经过川北、甘肃、陕西、青海等省区，沿红军长征路径进行调查和访问。他越过祁连山，绕过贺兰山，西至敦煌，北达包头，历时10个月，行程超过4000里。沿途深入社会底层，勇敢地深入偏远地区，认真调研，详细记录。他的报道，包括《毛泽东过甘入陕之经过》等文，陆续在《大公报》发表，成为首位报道红军长征实况的中国新闻记者。《大公报》出版部还结集范长江的西北旅行通讯，题为《中国的西北角》出版，半年内印行七次。
1936年8月，范长江再次作为《大公报》特派记者前往内蒙古采访日军西侵的情况。绥远战争爆发后，他立即前往红格尔图和百灵庙进行采访。在政局动荡、战火频繁的1936年，范长江亲自调查了红军与胡宗南在长征途中的松潘战争，并撰写《松潘战争之前后》等报道，系统地向读者呈现了当时的战况。此后，他穿越千里戈壁，采访绥远抗战，并发表了《百灵庙战役之经过及其教训》、《忆西蒙》、《百灵庙战后行》等通讯。1937年2月17日，《大公报》开始连续9天发表范长江的《西北近影》长篇通讯，至2月28日结束。这一系列报道详细记录了范长江深入兰州、西安的采访经历。继《西北近影》之后，范长江又发表了专题通讯《陕北之行》，进一步介绍了他在陕北的一周采访情况。这些报道后来被编辑成书《塞上行》。

### 西安事变
1937年2月初，为了解西安事变的起因经过，范长江从绥远前往西安，与周恩来会面，紧接着访问延安，并与毛泽东进行了长时间的深入交流。2月14日由西安飞回上海，说服了《大公报》总经理胡政之，发表了《动荡中的西北大局》一文，并在《大公报》上海版、天津版2月15日同步发表。文章指出西安事变的发生是以东北军为主体，陕军为附庸，共产党事后参与并领导。文章提到，西安事变中蒋介石承诺建立抗日民族统一战线的内情，而这一点在当时并不为外界知悉。天津版中谈及中共四项保证内容，上海版则被新闻检查机关删除，在上海、天津引发轰动，令汪精卫、何应钦等亲日派大为恼火。当天上午，蒋介石主持召开了国民党五届三中全会，下午看罢《大公报》勃然大怒，叫来《大公报》总编辑张季鸾并大发雷霆。2月21日，国民党在其五届三中全会上通过“根绝赤祸案”，标志着十年剿匪的结束，并为后续的国共谈判提供了基础。3月29日，毛泽东亲自致信范长江表示感谢。

### 河南饥荒
1942年12月，重庆《大公报》派遣年仅24岁的通讯记者张高峰前往河南任战地记者。张高峰从重庆出发，经陕西入河南，目睹河南灾民逃往陕西的惨状，出于记者的良知和责任感，故而把此次采访行程的重点，从报道战事，转为报道河南灾情。1942年12月28日，《大公报》刊发《豫省灾荒目睹记》，描述许多饥民死亡案例，王芸生为该报道配发了社论《天寒岁末念灾黎》。
1943年2月1日，《大公报》刊发了张高峰的6,000字灾区报道《豫灾实录》，大胆披露河南灾情，呼吁政府救灾，揭露地方政府逼粮征实的行为。原标题《饥饿的河南》被总编辑王芸生更改为《豫灾实录》，考虑到新闻环境下的平衡。次日，王芸生撰写社评《看重庆，念中原》。后《大公报》停刊三天。复刊后，《大公报》继续报道灾情至6月20日。

### 考察延安
1944年5月下旬，《大公报》派孔昭恺参加了国统区组织的一个由二十余人参加的“中外记者团”访问延安。记者团在延安逗留了30天，了解一些当时延安各方面的情况。六月十二日毛泽东在延安边区政府大礼堂举行宴会，欢迎“中外记者团”一行。毛泽东曾举杯对孔昭恺说：“只有你们《大公报》拿我们共产党当人看。”之后，重庆《大公报》连续九天刊载了孔昭恺撰写的《西北纪行》。:321-322

## 报社运营

### 办报原则
英敛之在创刊号上发表《〈大公报〉序》，说明报纸取大公一名为「忘己之为大，无私之为公」，办报宗旨是「开风气，牗民智，挹彼欧西学术，启我同胞聪明。」第二日，《〈大公報〉出版弁言》写明：:33
但循泰西報館公例，知無不言，以大公之心，發折中之論；獻可替否，揚正抑邪，非以挾私挾嫌為事，知我罪我，在所不計。
续刊当日，總編輯張季鸞發表《本社同人之志趣》，提出“四不主义”之原则：:46
第一不黨：純以公民之地位，發表意見，此外無成見，無背景。凡其行為利於國者，擁護之；其害國者，糾彈之。
第二不賣：聲明不以言論作交易，不受一切帶有政治性質之金錢補助，且不接受政治方面入股投資。是以吾人之言論，或不免囿於智識及感情，而斷不以金錢所左右。
第三不私：本社同人，除願忠於報紙固有之職務外，並無他圖。易言之，對於報紙並無私用，願向全國開放，使為公眾喉舌。

第四不盲：夫隨聲附和，是謂盲動。評詆激烈，昧於事實，是謂盲爭。吾人誠不明，而不願陷於盲。
1928年元旦，发表了张季鸾《岁首之辞》，首次公开表明《大公报》之政治理想，即反对复古和俄化，支持欧美宪政民主。:77

### 行动纲领
在1937年初，张季鸾强调言论界要享受言论自由，其发言必须遵循“要公、要勇、要诚”的原则。:183“公”，即“动机要公”，是指报道客观公正，言论不偏不倚，不谋私利，对应“四不”中的“不私”。1936年4月，上海版《大公报》创刊时，张季鸾发表社论《今后之大公报》，宣布《大公报》将继续成为中国公民独立言论机关，忠于民国，不隶属于任何政党，经济独立，不接受政府、官厅或任何私人的津贴补助。同年人员也不兼任政治上有薪职务，力求公正，愿意纠正错误。:183-184“诚”即“至意要诚”，是指以诚挚之心对待所有的读者，负责任地报道新闻。《今后之大公报》中指出，《大公报》要遵循良知，尽可能剖析事实，以公正健实之主张，化解国家的各种分歧。1937年2月，张季鸾发表《论言论自由》，指出“言论界人自身时时须作为负国家实际责任者”，应当避免因为自身研究不清楚、责任不明晰，而因仇视政府而不敢肯定政府之是，因担心干预而不敢否定政府之非。:184
到了1941年初，他进一步总结出办报成功的秘诀为“忠”与“勇”。张季鸾提出的“公”“诚”“忠”“勇”四字主张，强调新闻工作者的道德责任和行动准则。:1831941年5月16日，张季鸾在庆祝《大公报》获奖的新闻界集会上发表答词，提出“忠”和“勇”之成功秘诀。“忠”和“勇”是指一旦确定了自己的观点并认为其正确后，就应坚持不移，并勇于公开表达，接受公众的评判，也是对国家、对民族的“忠”和“勇”。张季鸾明确表示，为了做到“勇”字，办报需时刻准备面对失败，包括因政府或官方冲突以及与社会趋势不符导致的销路下降。以《大公报》为例，自创办以来，始终准备面对这两种失败的可能。张季鸾提出，中国的报人本质上以英美式自由主义为理想，将新闻工作视为一种自由职业，其核心信仰是言论自由和职业独立，强调对政治的大胆发言和对新闻的快速报道。在消极方面，他认为应反对任何形式的制度束缚和外界干涉。:185

### 人事职权
1902年，由于馆址在法租界，股本中有法国人参股，故而常常收到法国的干扰。:7后经过约法以划定职责，以英敛之专事经营。
1916年王郅隆接手报馆后，胡政之在和英敛之面洽后入职接办，王郅隆从不加以干涉报纸。1920年直皖戰爭后，安福系战败，王郅隆逃往日本，于8月12日以“王槐慶堂”名义，宣布提退《大公報》股本。:34同日，胡政之宣布辞去《大公报》主笔兼经理职务。后仍由王郅隆父子控制。:34
1926年，吴鼎昌、张季鸾、胡政之合组新记公司，接办《大公报》，三人约定：
1. 报馆经济完全独立，不接受任何方面的资助。吴鼎昌出资五万元，除了支付购买费用一万元外，开办费一万元用于订购纸张和设备，其余三万元若损失则停止运营。
2. 三人在三年内不得兼任有薪酬的职务。吴鼎昌因自有资产不在报馆领取薪水，而胡政之和张季鸾每人每月领薪水三百元。
3. 胡政之和张季鸾以劳力入股，每年年终由报馆赠与相当于其劳动贡献的股票。
4. 吴鼎昌任社长，不干预日常事务，所有事务由胡政之和张季鸾主持。胡政之名义上担任总经理兼副总编辑，张季鸾则担任总编辑兼副总经理。
5. 三人组成社评委员会，商榷意见、决定主张、轮流执笔写社评。当三人意见不一致时，采取多数决；若三人意见完全不同，以张季鸾的意见为准。

社长吴鼎昌负责大政方针、外币结汇和进口白报纸的采购等；总编张季鸾主要负责编辑要闻版和国际版，并撰写社评；而胡政之则负责广告、发行、会计等经营业务，以及人事行政和工厂事务，同时也参与写作社评和采访新闻，还照顾国闻周报社的运营。《大公报》的新闻采访或评论全是《大公报》工作人员主动创作、独立思考。报馆内，没有一个国民党组织，也没有共产党组织，录用新人必须无党无派。
1930年代，吴鼎昌认为到了自己重新进入政坛的良机，参与了“废止内战大同盟”的筹备，以“废止内战”运动领导人的形象出现。他通过《大公报》发挥舆论影响，支持抗日救国运动，同时还掌控盐业、金城、中南、大陆等北四行，引起蒋介石注意。1932年7月，蒋介石在庐山接见吴鼎昌，颇为赏识，于11月邀请吴鼎昌进入国防设计委员会，吴鼎昌遂从北平搬家到上海。:1201935年12月，吴鼎昌出任实业部部长；为贯彻《大公报》“不党”之方针，辞去大公报社长职务。1941年，张季鸾逝世后，王芸生成为《大公报》的总编辑及评论委员会主任委员，成为该报主要的言论撰稿人。:821949年4月14日，胡政之因病去世，王芸生全权负责《大公报》。

### 人才培养
在新记《大公报》初期，胡政之吸纳了许多与他有过合作经历的旧报社的核心成员，形成了最初的人才基础。这其中包括被誉为“开国五虎将”的几位报业元老：王佩之、金诚夫、李子宽、何心冷和杜协民。他们都是报业管理和运营的专家，且都有丰富的报纸办理经验。王佩之是王郅隆时代《大公报》的资深人士，以其全面的管理和经营才能著称，被视为一位出色的管理助手。李子宽之前在“国闻通讯社”和《新社会报》担任重要职务，拥有深厚的报纸运作经验和业务技能。杜协民也曾服务于“国闻通讯社”，在“新记”成立初期主要负责经济和体育栏目的工作。
新记《大公报》注重招募新人，通过组织正式的招聘考试来吸引人才，这是其常规的选人方式。根据业务需求，报社通过考试录用实习生。此外，管理层也在业界、在校生和投稿人中寻找潜在人才。王芸生因在《华北新闻》发表社论，与主笔张季鸾展开辩论，引起张季鸾的注意，1928年王芸生离开天津《商报》后，张季鸾亲自接待招入报社。类似的例子还有徐铸成、张琴南、许君远等。《大公报》通过投稿发掘出如徐盈、杜文思等人，并从在校生中选出范长江。
胡政之的法学背景影响了其职工管理方式，《大公报》的员工管理规则体现了严格的管理体系。其中，六项员工要求强调了敬业、团结和进取精神的重要性。报社员工的薪酬由月薪、特殊费用、年终奖、生活补助和年资奖励组成，表现出对员工的关怀与保护。胡政之在遇到政府压力时，总是主动承担责任，保护员工。新记《大公报》从成立之初就确保员工收入稳定，并在固定工资之外提供充足的福利和经济援助，展现了人性化的管理风格。

### 外派机构
1945年以后，先后设立外派机构有：:392
- 南京办事处在1945年10月恢复，初始由王文彬担任主任。1946年4月，王文彬调任渝馆经理，孔昭恺接任南京办事处主任，办事处位于华侨路豆菜桥豆莱园3号。
- 驻英办事处成立于1944年6月，位于伦敦舰队街40号，萧乾担任特派员。1946年2月，萧乾离英回国后，黎秀石接替成为特派员。
- 驻美办事处在1946年4月由朱启平奉社命从上海启程赴美正式设立，《大公报》虽然之前已有严仁颖、章丹枫、杨刚等人在美采访并拥有特派员身份，但直到此时才设立正式办事处，地址在纽约市时代广场时代大厦的第七层。
- 驻新加坡办事处于1946年6月设立，郭史翼担任主任，办事处地址在温彻斯特大厦二楼28号。

## 社会反响
1929年12月，蒋介石以国民政府主席名义，发出了“求言诏”，并特别指示“大公报并转全国各报馆钧鉴”，此举直接将《大公报》推向了全国舆论的中心位置。:173到1930年代，天津民间有“天津有三宝，永利、南开、《大公报》”之说，表明《大公报》是北方的輿論重鎮。:35
1931年，《大公报》发行满一万号之际，收到了国内外高级别的贺信和纪念文章。国内贺信和文章包括了国民政府主席蒋中正、陆海空军副总司令张学良、监察院长于右任、代理立法院长邵元冲、司法部长王宠惠、外交部长王正廷、交通部长王伯群，以及驻美公使伍朝枢、驻德公使蒋作宾等政治人物的文章。此外，还有教授、学者如胡适、陈振先、蒋廷献、郭定森、杨振声、陈衡哲、凌叔华，以及社会名流梅兰芳、程艳秋的文章。国际上的贺信和文章包括比利时总理亨利-戛斯、日本外务大臣币原喜重郎、大藏大臣宇垣一成、德国外交总长库尔修斯、法国前总理赫里欧、美国远东司司长韩倍克、美国密苏里大学校长威廉等人的文章和贺信。:111
1941年4月，《大公报》收到美国密苏里新闻学院的来函，获得密苏里新闻荣誉奖章。这是中国报纸第一次获得最佳报纸称号，中國新聞學會、重慶各報聯合委員會舉行茶會，慶祝《大公報》獲獎。:42-43名人政要、社会团体、媒体同仁都发来贺电贺信。:240同期获奖的有《芝加哥每日新闻报》、《东南密苏里人》、新闻集团的哈里·桑福德·朱厄尔（Harry Sanford Jewell）、美联社的弗兰克·金（Frank H. King）、《芝加哥每日新闻报》的勒蓝德（Leland Stowe）、新闻企业协会的拉尔夫·H·特纳（Ralph H. Turner），《大公报》是唯一获奖的外国媒体，由中央社驻美特派员卢祺新代为领奖。获奖后，《大公报》发表《本社同人的声明》：:42-43
假若本报尚有渺小的价值，就在于虽按着商业经营，而仍能保持文人论政的本来面目。
《大公报》被称为“新闻教育的黄埔”。大公报的作者包括文学与艺术界大家，如胡适、林语堂、曹禺、沈从文、冯子恺、费孝通、国画大家黄永玉，还有武侠文学巨匠金庸和梁羽生。1958年，在与香港《大公报》社长费彝民谈话中，周恩来赞扬大公报抗日爱国的立场，并称赞其为中国新闻界培养了众多杰出人才。《大公报》的记者中，有唯一亲临现场采访巴黎和会的中国记者、红军到达陕北后第一个深入边区采访的中国记者、二战期间长驻欧洲的唯一中国记者。《中国大百科全书·新闻出版卷》所罗列108个中国新闻界名人中，有12个曾服务于新记《大公报》。中国社科院新闻所编辑出版的《中国新闻年鉴》中有60位《大公报》记者之传记。